# 呉忠市
呉忠市（ごちゅう-し）は中華人民共和国寧夏回族自治区に位置する地級市。

## 歴史
1998年5月11日に呉忠市の設立。

## 地理
寧夏回族自治区の中部に位置し、銀川市、固原市、中衛市、内モンゴル自治区、陝西省、甘粛省に接する。呉忠市の中心地は、黄河の東岸に位置する。

## 行政区画
2市轄区・1県級市・2県を管轄する。
- 市轄区：
  - 利通区・紅寺堡区
- 県級市：
  - 青銅峡市
- 県：
  - 塩池県・同心県

| 呉忠市の地図                           |
| -------------------------------------- |
| 利通区 紅寺堡区 塩池県 同心県 青銅峡市 |

### 年表
この節の出典

#### 寧夏省河東回族自治区
- 1953年4月1日 - 寧夏省呉忠市・霊武県・金積県・同心県を編入。河東回族自治区が成立。(1市3県)
- 1953年5月 - 中寧県の一部が同心県に編入。(1市3県)
- 1954年6月19日 - 寧夏省の甘粛省への編入により、甘粛省河東回族自治区となる。

#### 甘粛省河東回族自治区
- 1954年6月19日 - 寧夏省の甘粛省への編入により、寧夏省河東回族自治区が甘粛省河東回族自治区となる。(1市4県)
  - 寧夏省塩池県を編入。
- 1955年11月21日 - 河東回族自治区が呉忠回族自治州に改称。

#### 呉忠回族自治州
- 1957年1月15日 - 塩池県の一部が平涼専区環県に編入。(1市4県)
- 1957年4月2日 - 霊武県の一部が呉忠市に編入。(1市4県)
- 1958年9月5日 - 呉忠市・霊武県・同心県・塩池県・金積県が寧夏回族自治区に編入。

#### 銀南地区
- 1972年2月23日 - 寧夏回族自治区呉忠県・霊武県・中衛県・中寧県・同心県・塩池県・青銅峡県を編入。銀南地区が成立。(7県)
- 1983年11月10日 - 呉忠県が市制施行し、呉忠市となる。(1市6県)
- 1984年12月17日 - 青銅峡県が市制施行し、青銅峡市となる。(2市5県)
- 1996年4月29日 - 霊武県が市制施行し、霊武市となる。(3市4県)
- 1998年5月11日 - 銀南地区が地級市の呉忠市に昇格。

#### 呉忠市
- 1998年5月11日 - 銀南地区が地級市の呉忠市に昇格。(1区2市4県)
  - 呉忠市が区制施行し、利通区となる。
- 2002年10月25日 - 霊武市が銀川市に編入。(1区1市4県)
- 2003年12月31日 (1区1市2県)
  - 中衛県が市制施行し、地級市の中衛市に昇格。
  - 中寧県が中衛市に編入。
  - 同心県の一部が中衛市中寧県に編入。
- 2004年12月 - 利通区の一部が青銅峡市に編入。(1区1市2県)
- 2006年10月27日 - 中衛市中寧県の一部が青銅峡市に編入。(1区1市2県)
- 2008年9月11日 - 中衛市海原県の一部が同心県に編入。(1区1市2県)
- 2009年9月30日 - 利通区・同心県の各一部が合併し、紅寺堡区が発足。(2区1市2県)
- 2010年5月7日 - 銀川市霊武市の一部が利通区に編入。(2区1市2県)

## 交通
- 鉄道
  - 包蘭線（内モンゴル自治区包頭市 - 甘粛省蘭州市）
- 道路
  - 石中高速道路
  - G309国道